# Clerota brahma
Clerota brahma är en skalbaggsart som beskrevs av Raffaello Gestro 1879. Clerota brahma ingår i släktet Clerota och familjen Cetoniidae. Inga underarter finns listade i Catalogue of Life.